# 里斯河

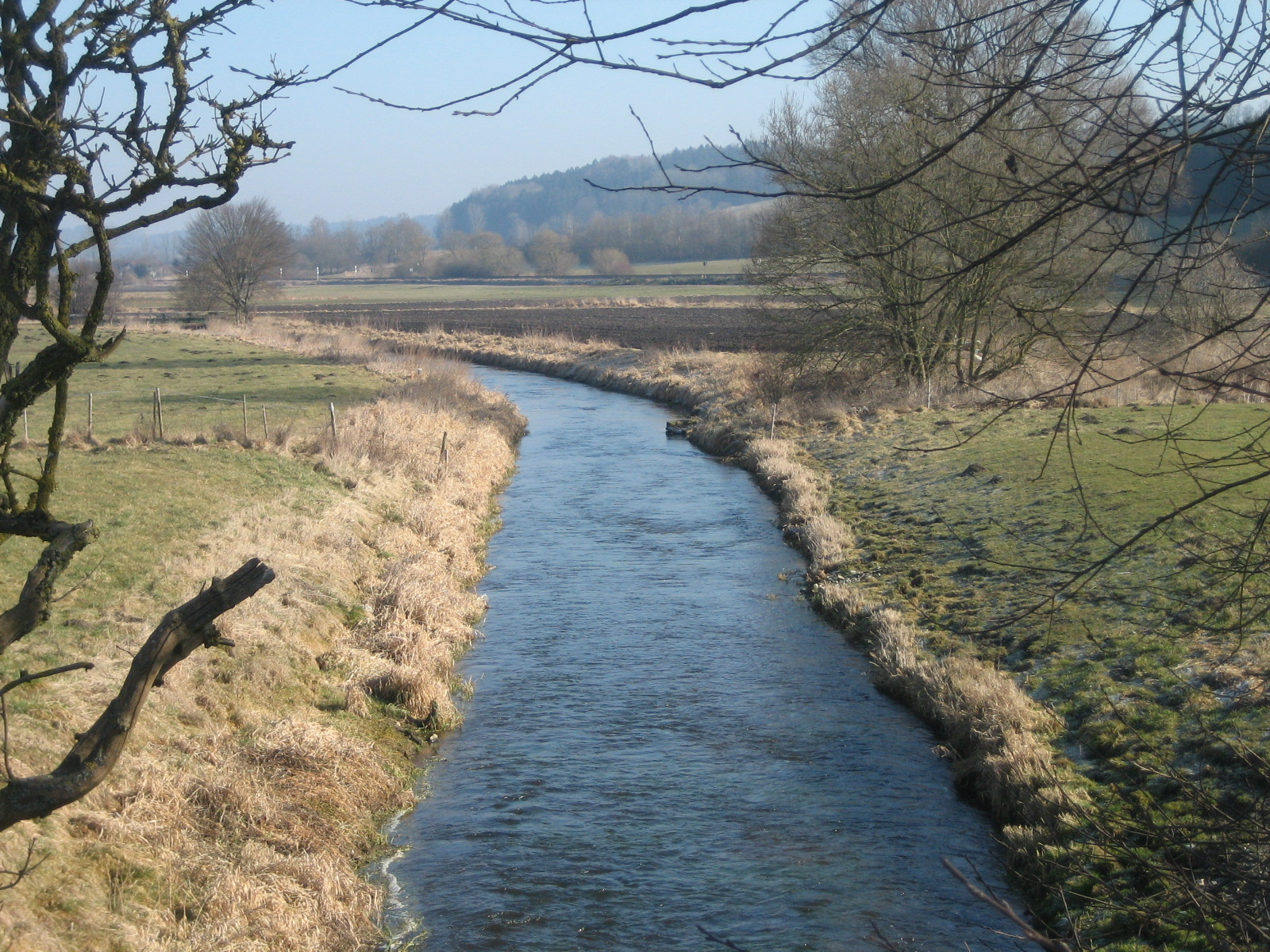

里斯河（德語：Riß，發音：[ʁɪs] ⓘ）是德國巴登-符腾堡州的河流，位於該國西南部，屬於多瑙河的右支流，河道全長540公里，發源自巴特瓦尔德塞和巴特舒森里德之間，流經里斯河畔比伯拉赫，河口處在埃英根和埃爾巴赫之間。